# Srpokřídlecovití
Srpokřídlecovití (Drepanidae) je čeleď motýlů, rozšířená po celém světě kromě Jižní Ameriky. Dělí se dále na dvě od sebe dosti odlišné podčeledi, a to srpokřídlece (Drepaninae) a můřice (Thyatirinae). Řadí se mezi noční motýly, ačkoli srpokřídleci mohou být aktivní i ve dne. Rozpětí křídel srpokřídlecovitých může dosahovat 20–40 mm. V České republice je uváděno 16 druhů.

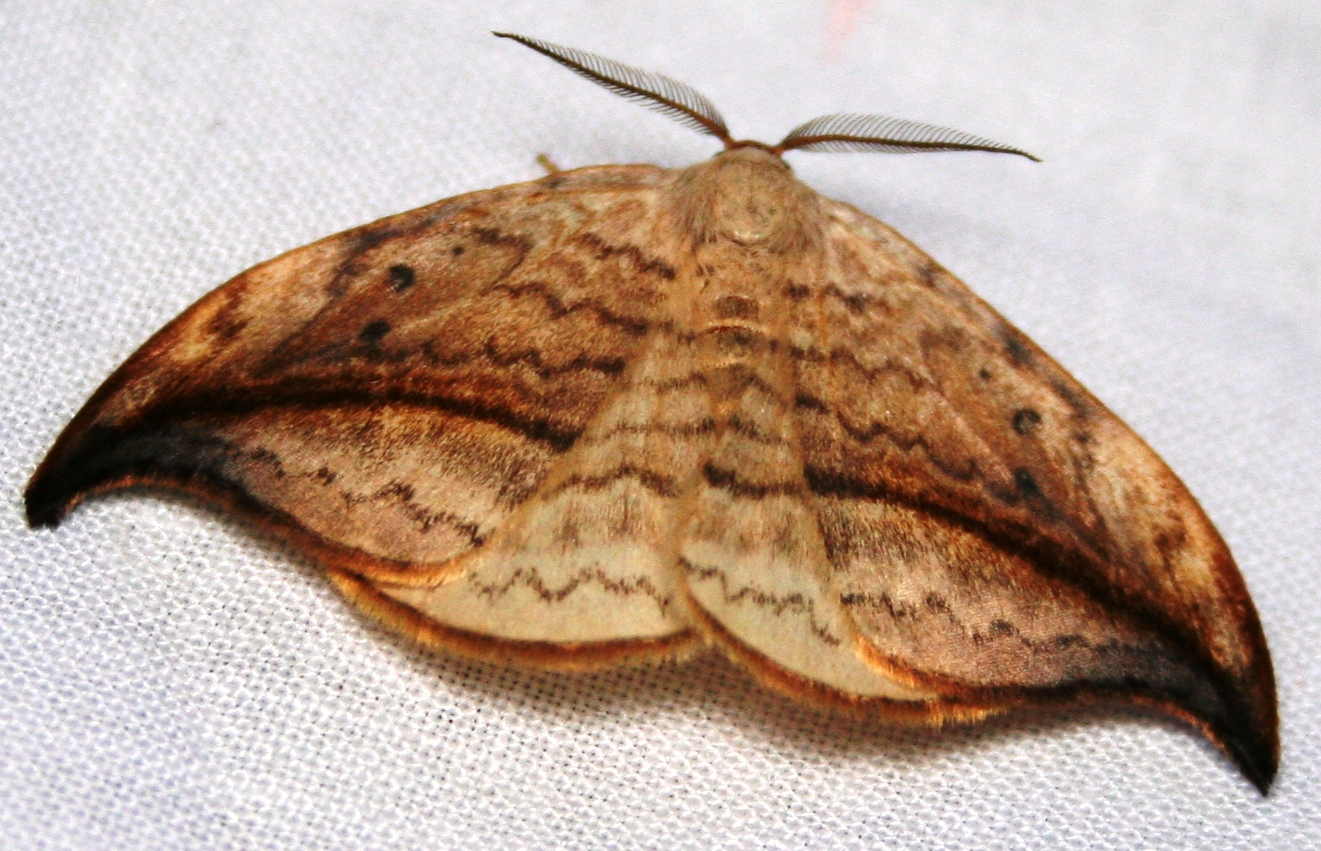
Srpokřídlec Drepana arcuata

Srpokřídleci jsou charakterističtí tvarem těla, který předurčuje jejich jméno – přední roh předních křídel je zpravidla protažen do srpovitého cípu, který je nápadný zejména když odpočívající srpokřídlec rozprostře křídla do plochy. Obě pohlaví mají vyvinutý krátký, tuhý sosák. Samci se od samic odlišují hřebenitými tykadly.
Zástupci:
- srpokřídlec vrbový (Drepana falcataria)
- srpokřídlec lipový (Sabra harpagula)
- srpokřídlec trnkový (Cilix glaucata)

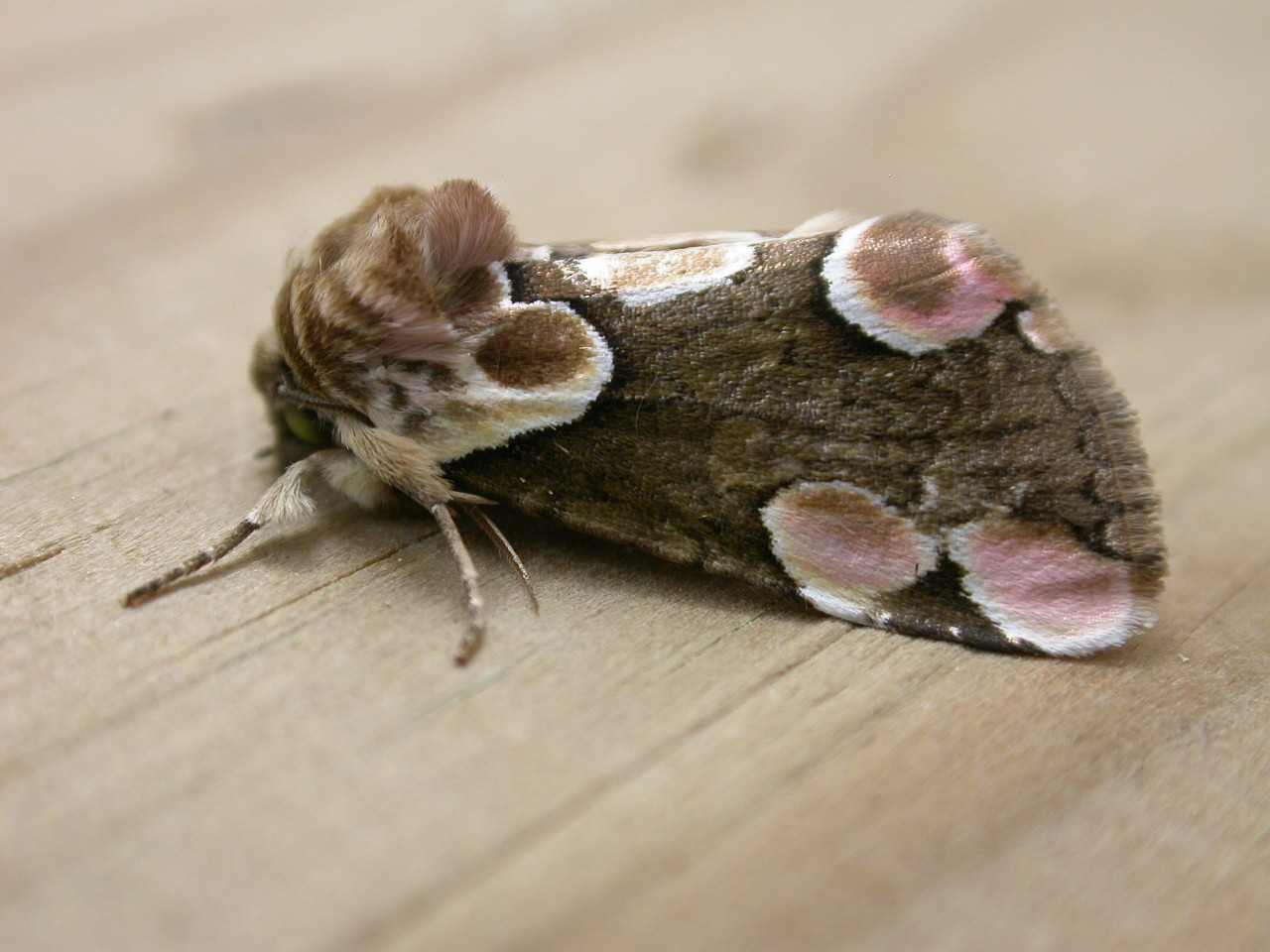
Můřice očkovaná (Thyatira batis)

Můřice se, jak už jejich jméno napovídá, podobají můrovitým, ve srovnání s nimi ale mají kratší zadeček. V klidu skládají přední křídla střechovitě přes sebe, zadní křídla jsou pod nimi složena do záhybů. Jejich sosák je silný a tuhý. Tykadla samic jsou štětinovitá, samci mají tykadla jemně brvitá.
Zástupci:
- můřice očkovaná (Thyatira batis)
- můřice obecná (Tethea or)

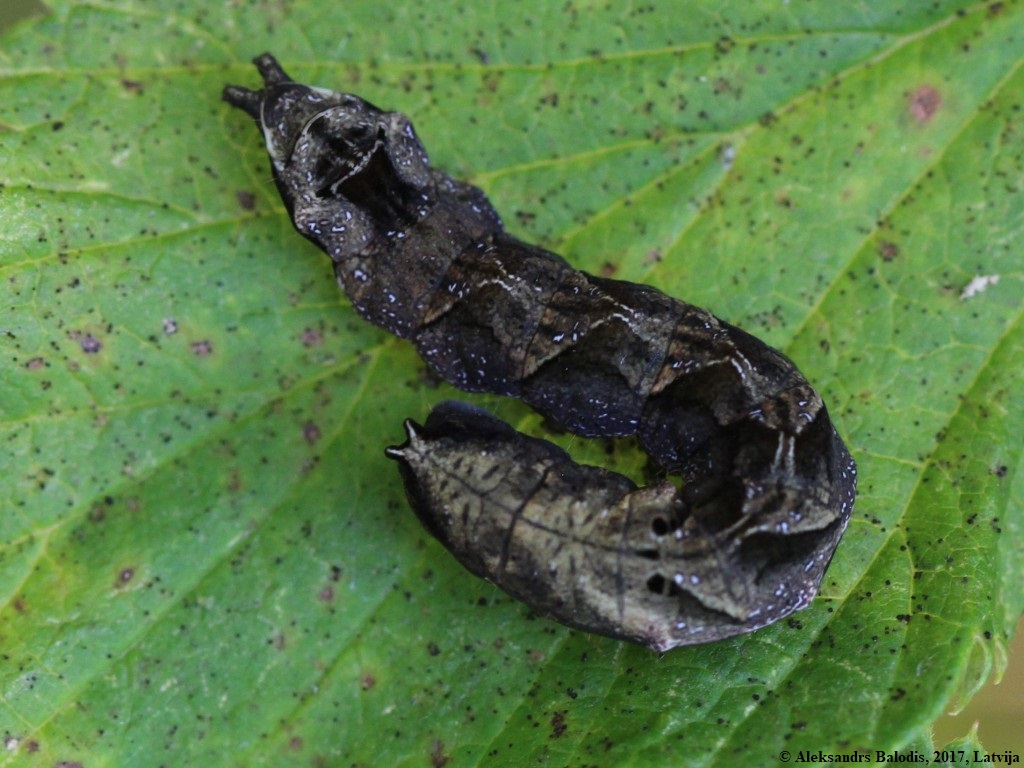
Housenka můřice očkované

Housenky některých srpokřídleců mají přeměněn poslední pár panožek, tzv. pošinky, v tuhý, hrotitý útvar na konci těla, mají tedy celkem jen 14 nohou (na rozdíl od běžných 16). Housenky evropských srpokřídlecovitých jsou zpravidla zbarveny okrově až černohnědě a na těle mají rozličné hrbolky a výrůstky, znesnadňující potenciálním predátorům identifikaci housenek jako potravy. Při odpočinku na listech svým vzhledem imitují ptačí trus.